# En vida
En Vida es el primer álbum en vivo de la banda argentina de heavy metal Almafuerte, publicado en 1997 por el sello DBN.

## Detalles
El disco fue grabado entre agosto y octubre de 1997, y contiene 16 canciones en vivo, más 2 canciones grabadas en estudio.
Este álbum incluye diversos temas reversionados de las bandas anteriores de Ricardo Iorio: V8 y Hermética, así como una versión heavy metal del hit de Los Fabulosos Cadillacs "Mal Bicho". 

## Lista de canciones
Todas las canciones compuestas por Almafuerte, excepto las señaladas.

| N.º | Título                                               | Duración |  |
| 1.  | «De los Pagos del Tiempo» (Cover de José Larralde)   | 2:36     |  |
| 2.  | «El Pibe Tigre»                                      | 4:38     |  |
| 3.  | «Lanzado al Mundo Hoy» (Cover de V8)                 | 3:14     |  |
| 4.  | «Atravesando Todo Límite» (Cover de Hermética)       | 4:05     |  |
| 5.  | «Desencuentro»                                       | 2:27     |  |
| 6.  | «1999»                                               | 3:26     |  |
| 7.  | «Buitres»                                            | 3:06     |  |
| 8.  | «Por Nacer»                                          | 3:02     |  |
| 9.  | «Sentir Indiano»                                     | 4:01     |  |
| 10. | «Mal Bicho» (Cover de Los Fabulosos Cadillacs)       | 3:48     |  |
| 11. | «De Mandadores y Mandados» (Cover de Iorio & Flavio) | 2:54     |  |
| 12. | «Gil Trabajador» (Cover de Hermética)                | 3:09     |  |
| 13. | «Moraleja» (Cover de Hermética)                      | 3:26     |  |
| 14. | «Ayer Deseo, Hoy Realidad» (Cover de Hermética)      | 2:31     |  |
| 15. | «Zamba de Resurrección»                              | 3:37     |  |
| 16. | «Dijo el Droguero al Drogador»                       | 5:02     |  |
| 17. | «Por Tu Suerte (En estudio)» (Inédito)               | 3:10     |  |
| 18. | «Del Más Allá (En estudio)» (Inédito)                | 2:23     |  |

## Créditos
- Ricardo Iorio - Voz y Bajo
- Claudio Marciello - Guitarra
- Walter Martínez - Batería